# Tetraria scariosa
Tetraria scariosa är en halvgräsart som beskrevs av Georg Kükenthal. Tetraria scariosa ingår i släktet Tetraria och familjen halvgräs. Inga underarter finns listade i Catalogue of Life.